# Hyobanche

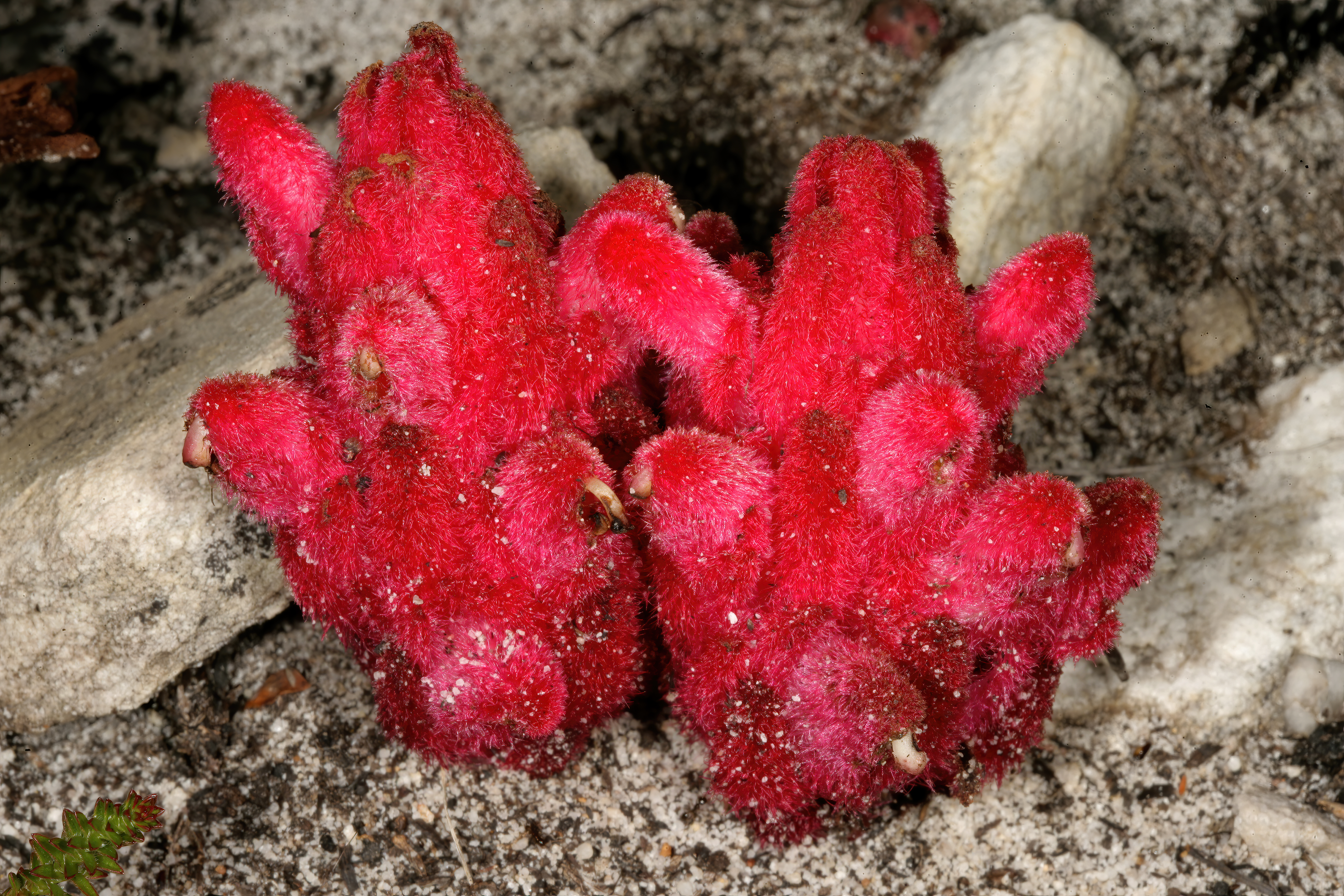
Hyobanche sanguinea

Hyobanche – rodzaj roślin z rodziny zarazowatych (Orobanchaceae). Należy do niego 8 gatunków. Zasięg rodzaju obejmuje Południową Afrykę, Namibię i Lesotho. Są to rośliny pasożytnicze (pasożyty całkowite, bezzieleniowe).
W XIX wieku proponowano dla rodzaju polską nazwę „krasawa”.

## Morfologia
PokrójBezzieleniowe, gęsto owłosione rośliny zielne o pędach prosto wzniesionych, krótkich, mięsistych, często nieco drewniejących, pozbawionych korzeni przynajmniej w postaci dorosłej.
LiścieŁuskowate, siedzące, szeroko jajowate, tępo zakończone i całobrzegie.
KwiatySiedzące, zebrane w kwiatostan, wsparte fioletowymi lub purpurowymi przysadkami. Kielich owłosiony. Korona purpurowa, rurkowata, mniej lub bardziej wygięta, wyraźnie dwuwargowa, choć wargi nie są wydatne. Pręciki 4, wystają z gardzieli korony. Zalążnia jajowata, z szyjką zwieńczoną główkowatym znamieniem.
OwoceMięsiste torebki.

## Systematyka
Pozycja systematyczna
Rodzaj z plemienia Orobancheae z rodziny zarazowatych (Orobanchaceae).
Wykaz gatunków
- Hyobanche atropurpurea Bolus
- Hyobanche barklyi N.E.Br.
- Hyobanche fulleri E.Phillips
- Hyobanche hanekomii A.Wolfe
- Hyobanche robusta Schönland
- Hyobanche rubra N.E.Br.
- Hyobanche sanguinea L.
- Hyobanche thinophila A.Wolfe